# Killian Hayes
Killian Hayes (Lakeland, 27 juli 2001) is een Frans-Amerikaans basketballer.

## Carrière
In 2017 maakte hij zijn profdebuut voor de Franse club Cholet Basket, waar hij twee seizoenen speelde. Hij maakte in 2019 de overstap naar het Duitse ratiopharm Ulm. In 2020 stelde hij zich kandidaat voor de NBA-draft waar hij in de eerste ronde werd gekozen door de Detroit Pistons. Hij maakte op 23 december 2020 zijn debuut voor de Pistons tijdens een wedstrijd tegen de Minnesota Timberwolves. 
In februari 2024 werd zijn contract door de Pistons ontbonden. Hij tekende in september 2024 voor de Brooklyn Nets.

## Privéleven
Hayes werd geboren in Amerika maar groeide op in Frankrijk omdat zijn vader (DeRon Hayes) daar ging spelen, zijn oom Cyril Akpomedah was ook een profbasketballer.

## Statistieken

### Regulier seizoen NBA
| Seizoen  | Team            | WG  | WS  | MPW  | 2P%  | 3P%  | FW%  | RPW | APW | SPW | BPW | PPW  |
| -------- | --------------- | --- | --- | ---- | ---- | ---- | ---- | --- | --- | --- | --- | ---- |
| 2020/21  | Detroit Pistons | 26  | 18  | 25,8 | 35,3 | 27,8 | 82,4 | 2,7 | 5,3 | 1,0 | 0,4 | 6,8  |
| 2021/22  | Detroit Pistons | 66  | 40  | 25,0 | 38,3 | 26,3 | 77,0 | 3,2 | 4,2 | 1,2 | 0,5 | 6,9  |
| 2022/23  | Detroit Pistons | 76  | 56  | 28,3 | 37,7 | 28,0 | 82,1 | 2,9 | 6,2 | 1,4 | 0,4 | 10,3 |
| 2023/24  | Detroit Pistons | 42  | 31  | 24,0 | 41,3 | 29,7 | 66,0 | 2,8 | 4,9 | 0,9 | 0,5 | 6,9  |
| Carrière | Carrière        | 210 | 145 | 26,1 | 38,2 | 27,7 | 77,5 | 2,9 | 5,2 | 1,2 | 0,4 | 8,1  |

### EuroCup
| Seizoen | Team           | WG | WS | MPW  | 2P%  | 3P%  | FW%  | RPW | APW | SPW | BPW | PPW  |
| ------- | -------------- | -- | -- | ---- | ---- | ---- | ---- | --- | --- | --- | --- | ---- |
| 2019/20 | ratiopharm Ulm | 10 | 10 | 26,8 | 45,5 | 39,0 | 90,9 | 2,3 | 6,2 | 1,5 | 0,2 | 12,8 |